# Bataille de Muroyama
Guerre de Gempei
Batailles
- Uji (1re)
- Nara
- Ishibashiyama
- Fujigawa
- Sunomata
- Yahagigawa
- Hiuchi
- Kurikara
- Shinohara
- Mizushima (navale)
- Fukuryūji
- Muroyama
- Hōjūjidono
- Uji (2e)
- Awazu
- Ichi-no-Tani
- Kojima
- Yashima (navale)
- Dan-no-ura (navale)

La bataille de Muroyama est un épisode de la guerre de Gempei.
Minamoto no Yukiie tenta de récupérer de la défaite de la bataille de Mizushima en attaquant les Taira à Muroyama. Les forces Taira se scindèrent en cinq divisions, les quatre plus petites attaquant l'une après l'autre, et écrasant les hommes de Yukiie. Largement dépassés par le nombre de leurs adversaires, les Minamoto prirent la fuite lorsqu'ils se retrouvèrent encerclés.